# シナン・バクシュ
シナン・バクシュ（トルコ語: Sinan Bakış, 1994年4月22日 - ）は、ドイツ・ノルトライン＝ヴェストファーレン州トローイスドルフ出身のプロサッカー選手。レアル・サラゴサ所属。ポジションはFW。

## クラブ経歴
2013年9月15日のゲンチレルビルリイSK戦でスュペル・リグデビュー。
2016年、ブルサスポルに移籍。
2018年、FCアドミラ・ヴァッカー・メードリングに移籍。
2020年、ヘラクレス・アルメロに移籍。
2022年9月1日、FCアンドラに1年契約で移籍。
2023年7月5日、レアル・サラゴサへフリーで加入し、3年契約を結んだ。

## 代表経歴
U-19トルコ代表としてUEFA U-19欧州選手権2013と2013 FIFA U-20ワールドカップに参加した。